# Ганджа, Борис Иванович
Борис Иванович Ганджа  (5 апреля 1980, пгт. Маньковка Черкасской обл., Украина) — украинский раллийный гонщик, мастер спорта Украины, абсолютный чемпион Украины по ралли, двукратный абсолютный чемпион Украины по горным гонкам.

## Выступления в ралли

### Штурманская карьера
Карьеру в автоспорте Борис Ганджа начал с роли штурмана известного к тому времени пилота Ивана Германа. Экипаж дебютировал на автомобиле Subaru Impreza GT, который объективно уступал более современным модификациям Subaru и Mitsubishi. Впрочем, благодаря надежности техники, Герман и Ганджа четыре раза подряд финишировали на этапах чемпионата Украины по ралли, а на одном из них, ралли «Галиция», даже вошли в тройку призёров. По итогам сезона экипаж завоевал бронзовые награды чемпионата в абсолютном зачете, что стало самым высоким достижением для обоих спортсменов на тот момент.
Несмотря на этот успех, Ганджа не продолжил выступления в роли штурмана, и в дальнейшем возвращался к амплуа ко-драйвера лишь эпизодически, ассистируя своему другу Сергею Потийко в незначительных соревнованиях.
Чтобы отметить десять лет с начала совместных выступлений, Борис Ганджа и Иван Герман после долгого перерыва снова вышли на старт в составе одного экипажа. Произошло это в 2014 году на кубковом ралли в Херсоне, то есть на той же трассе, где в свое время состоялся дебют экипажа. Ещё одним совпадением стало то, что спортсмены снова, как и десять лет назад, по результатам соревнования заняли третье место в своем зачетном классе.

### Пилотская карьера

#### 2010—2013: Subaru
Дебют Ганджи в пилотском кресле состоялся в 2010 году, когда он вместе с давним приятелем, чемпионом Украины 2000 года Андреем Патраковым принял участие в «Александров Ралли» — соревновании, посвященном памяти украинского автогонщика Андрея Александрова. В этом году это был единственный старт Ганджи, но уже через год он начал стабильно участвовать во многих раллийных гонках на автомобиле Subaru Impreza STi подготовки днепровской команды Elita Sport.
Результаты в сезонах 2012 и 2013 годов были невысокими — в первую очередь, из-за небольшого опыта самого спортсмена и чрезвычайно высокой конкуренции, царившей тогда в полноприводном классе чемпионата Украины. Единственное достижение этого периода — чемпионский титул в командном зачете, который Elita Sport завоевала в 2012 году. Что касается личных результатов, то за два года Ганджа и его штурман Сергей Потийко лишь дважды смогли финишировать в первой десятке абсолютного зачета.
В поисках решения Ганджа обратился в команду Ascania Racing и провёл финальную гонку чемпионата Украины 2013 года на арендованном у неё Mitsubishi Lancer Evo IX. Сотрудничество пилота с киевской командой стало успешным, и в дальнейшем все свои гонки Борис проводил именно на этом автомобиле.

#### 2014—2021: Mitsubishi
Из-за начала российско-украинской войны в 2014 году чемпионат Украины по ралли сократился до четырёх этапов, а некоторые лидеры предыдущего года стали реже выходить на старт или вовсе прекратили участвовать в чемпионате. Ганджа продолжал стартовать и, хотя заметно уступал в скорости лидеру турнира Александру Салюку-младшему, по количеству набранных очков шёл вторым в чемпионате. Когда же перед финальным этапом сезона результат Салюка вызвал сомнения из-за возможной дисквалификации, Борис Ганджа опубликовал в печати открытое письмо, в котором обещал отдать Александру Салюку чемпионский кубок, даже если того дисквалифицируют .
В период с 2015 по 2017 год Борис Ганджа постепенно вошёл в круг лидеров украинского ралли, стабильно занимая призовые места на этапах чемпионата. В начале 2015 года он создал собственную команду Ultra GP, а летом того же года одержал свою первую победу в абсолютном зачете на ралли «Ворота Украины». Но для завоевания чемпионского титула пилоту вновь не хватало набранных очков.
Весной 2016 года в карьере Бориса Ганджи произошёл самый сложный момент — в дорожно-транспортном происшествии погибли его штурман Тарас Колесник и товарищ по команде, талантливый молодой пилот Алексей Долот. Ганджа и экс-штурман Долота Евгений Сокур приняли решение объединиться в одном экипаже — и с этого момента начался их общий путь к самым высоким наградам украинского ралли.
В 2017 году экипаж дважды становился первым — на ралли «Чумацкий Шлях», посвященном памяти Долота и Колесника, а также на ралли «Буковина». Для победы в чемпионате на этот раз не хватило всего 10 зачётных очков — именно с таким преимуществом титул получил одессит Руслан Топор. Но следующий, 2018 год, стал для экипаж Ганджи и Сокура триумфальным: они выиграли все пять этапов чемпионата Украины, повторив таким образом достижение Александра Салюка-младшего и Адриана Афтаназива, установленное в 2009 году. Результатом стали титулы абсолютных чемпионов Украины в зачёте первых пилотов (Ганджа) и штурманов (Сокур).
После достижения максимального результата Борис Ганджа значительно сократил график своих выступлений — в течение 2019 года он всего трижды стартовал в зачёте чемпионата Украины, а в дальнейшем вообще выходил на раллийные трассы исключительно как пилот автомобиля безопасности.

## Выступления в горных гонках
В период с 2014 по 2019 год Борис Ганджа стабильно участвовал в соревнованиях чемпионата Украины по горным гонкам. За шесть лет выступлений дважды (в 2016 и 2018) завоевывал титул абсолютного чемпиона Украины в этой дисциплине .

## Общественная деятельность
Во время ралли «Стара Фортеця» 2016 года экипаж Бориса Ганджи и Евгения Сокура оказался в центре громкого скандала — на бортовом видео, выложенном в интернете, было отчетливо видно, как на якобы перекрытой трассе соревнования появляются посторонние транспортные средства, что свидетельствует о несоответствующем уровне безопасности ралли. Осознавая важность аспекта безопасности, Ганджа вошёл в состав комитета ралли FAU, где в течение четырёх лет пытался улучшить ситуацию с организацией украинских раллийных соревнований. Именно по его инициативе в календарь чемпионата Украины впервые вошло ралли «Умань», которое проводилось дважды — в 2017 и 2018 годах.
Главным принципом Ганджа видел уменьшение количества раллийных соревнований в пользу повышения их качества. С этой целью он даже предлагал объединить в один турнир соревнования чемпионатов по классическому ралли и мини-ралли, также известному как Кубок Лиманов, но эта идея не нашла поддержки у организаторов обоих турниров. В конце 2020 года председатель комитета ралли Олег Петрищев ушёл в отставку, после чего Борис Ганджа вместе с другими членами комитета также сложил свои полномочия.

## Результаты в чемпионате Украины по ралли

### Как штурман
| Год  | Пилот       | Автомобиль        | 1    | 2    | 3    | 4    | 5     | 6    | Поз. | Очки |
| ---- | ----------- | ----------------- | ---- | ---- | ---- | ---- | ----- | ---- | ---- | ---- |
| 2005 | Иван Герман | Subaru Impreza GT | СК 4 | ЧШ 6 | ГА 3 | СФ 4 | ЯЛ Сх | ДН - | 3    | 19   |

### Как пилот
| Год  | Штурман              | Автомобиль            | 1     | 2     | 3     | 4     | 5     | 6     | Поз. | Очки |
| ---- | -------------------- | --------------------- | ----- | ----- | ----- | ----- | ----- | ----- | ---- | ---- |
| 2010 | Андрей Патраков      | Subaru Impreza STi    | БУ -  | ЧШ -  | МА -  | ГА -  | АІ Сх | ЯЛ -  | н/к  | 0    |
| 2012 | Сергей Потийко       | Subaru Impreza STi    | ГА Сх | АІ 31 | МА 9  | ЯЛ 18 | ЧШ 9  |       | 21   | 27   |
| 2013 | Сергей Потийко       | Subaru Impreza STi    | ЧШ 19 | МА 17 | ГА -  | АІ 27 | ЯЛ Сх |       | 27   | 10   |
| 2013 | Сергей Потийко       | Mitsubishi Lancer Evo |       |       |       |       |       | ТР 12 | 27   | 10   |
| 2014 | Сергей Потийко       | Mitsubishi Lancer Evo | ВУ 3  | ЧШ 4  | БУ Сх | ГА 5  |       |       | 2    | 105  |
| 2015 | Тарас Колесник       | Mitsubishi Lancer Evo | ЧШ 2  | ВУ 1  | ГА 6  | ГА 2  | ХР -  |       | 2    | 150  |
| 2016 | Тарас Колесник       | Mitsubishi Lancer Evo | ЗВ -  | ЧШ 5  |       |       |       |       | 3    | 123  |
| 2016 | Евгений Сокур        | Mitsubishi Lancer Evo |       |       | ВУ 2  | СФ Сх | ГА -  | ХР 2  | 3    | 123  |
| 2017 | Евгений Сокур        | Mitsubishi Lancer Evo | ЧШ 1  | УМ 2  | БУ 1  | ТР 2  |       |       | 2    | 130  |
| 2018 | Евгений Сокур        | Mitsubishi Lancer Evo | ГА 1  | УМ 1  | СТ 1  | ЧШ 1  | ТР 1  |       | 1    | 216  |
| 2019 | Евгений Сокур        | Mitsubishi Lancer Evo | СТ -  | ФО 3  | ТР -  |       |       |       | 8    | 74   |
| 2019 | Александр Островский | Mitsubishi Lancer Evo |       |       |       | ГА Сх | ВУ 3  | ЧШ -  | 8    | 74   |